# Zaplous baracutey
Zaplous baracutey là một loài bọ cánh cứng trong họ Cerambycidae.